# Храм Владимирской иконы Божией Матери у Владимирских ворот
Храм Владимирской Божией Матери у Владимирских ворот Китай-города — православный храм, находившийся в Москве, у Владимирских (Никольских) ворот Китай-города. Разрушен в 1934 году.

## История
Церковь была сооружена в 1691—1694 годах в стиле так называемого московского или нарышкинского барокко: восьмерик на четверике, увенчанный «гранной» главой. Храм был возведён по обету царицы Натальи Кирилловны из доходов Стрелецкого приказа. Каждый год 21 мая у церкви проводился крестный ход в память избавления Москвы от нашествия татар в 1521 году.
Ранее на этом месте находилась деревянная часовня, построенная предположительно в 1395 году, когда из Владимира в Москву был доставлен чудотворный образ Богоматери. Эту икону, по преданию, нарисовал сам Евангелист Лука на доске от стола, за которым совершилась трапеза Спасителя и Пресвятой Богородицы с праведным Иосифом Обручником. На Русь икона попала в начале XII века: в 1131 году её прислали из Константинополя киевскому князю Мстиславу, который поместил её в Вышгороде. В 1155 году сын основателя Москвы князь Андрей Боголюбский перенес образ Богородицы во Владимир и установил в Успенском соборе. А уже в 1395 году, когда москвичи с ужасом ожидали нашествие Тамерлана, икону впервые привезли в Москву. Здесь, у будущих Никольских ворот, жители Москвы торжественно встретили её. Тамерлан отказался от похода на Москву и повернул назад.
В 1534 году итальянский зодчий Петрок Малый возвел стену Китай-города, она вплотную примкнула к Владимирской часовне, рядом с ней были устроены Никольские (Владимирские) ворота крепости.
Царица Наталья Кирилловна Нарышкина решила на месте часовни построить Храм в честь Владимирской Иконы Божией Матери — именно Владимирским образом родители царицы благословили её в день свадьбы с царем Алексеем Михайловичем в 1671 году. День Ангела царицы приходился как раз на день празднования Владимирской иконы. По личному указу Петра Первого строительство церкви было начато 30 июля 1691 года, и 29 октября 1694 года она была освящена.
Церковь была приписана к Заиконоспасскому монастырю, который находился на Никольской улице. Несмотря на небольшие размеры, её убранство отличалось богатством. В ней также находился иконостас, выполненный по рисунку В. И. Баженова. В церкви хранились старинная утварь, которую пожертвовала царица Наталья Кирилловна, а также пелена, шитая шелком по серебряной парче императрицей Елизаветой Петровной. В 1805 году у церкви появилась новая часовня, в которую поместили список Владимирской иконы в красивой серебряной ризе.
Осенью 1932 года Храм Владимирской Божией Матери у Никольских ворот был закрыт и передан милиции под клуб. Летом 1934 года он был снесен вместе со стеной Китай-города. Теперь на месте храма проезжая часть улицы.

## Галерея

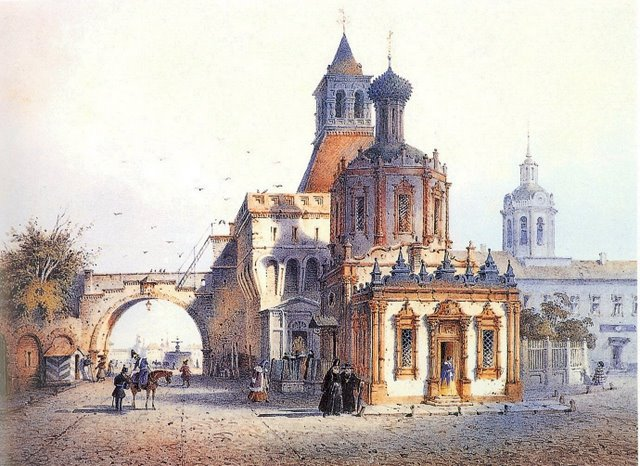
И.А. Вейс. Церковь Владимирской иконы Божией Матери у Владимирских ворот Китай-города. Литография 1840-х годов.
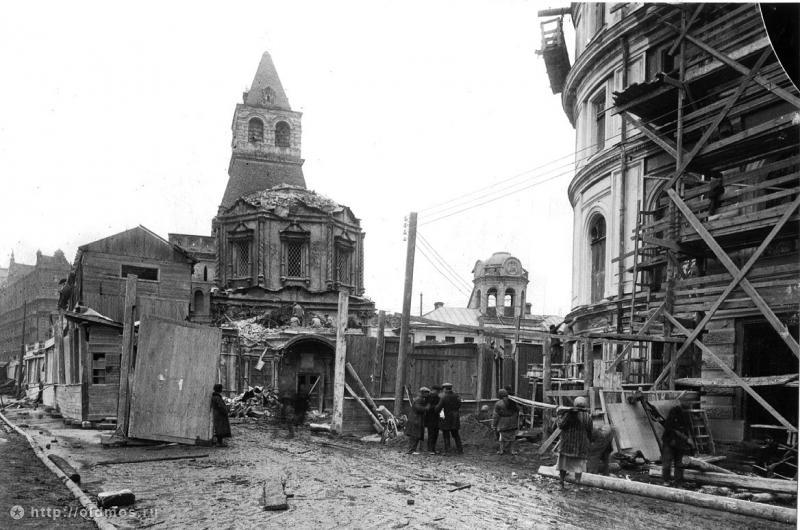
Снос церкви Владимирской Божией Матери у Владимирских ворот. 1934 год.